# Priniàs
Priniàs (Πρινιάς in greco) è un villaggio appartenente alla prefettura di Candia situato nella zona centrale dell'isola di Creta. La cittadina è un sobborgo della vicina Agia Varvara. Il piccolo borgo, che si presenta nel suo aspetto attuale del primo Novecento, si sviluppa intorno alla chiesa madre dedicata ad Agios Geòrgios (San Giorgio) e si estende per circa 500 metri di lunghezza, mentre raggiunge poco più di 200 metri in larghezza. Le case sono piuttosto varie e appartengono a diverse fasi, ma perlopiù si tratta di costruzioni moderne. Oltre alla chiesa madre, a pianta centrale inaugurata nel 1961 da padre Isychios, è presente un altro edificio religioso di culto ortodosso, alle porte della città che si estende longitudinalmente nel senso sud-nord.

## Economia
In quanto paese rurale la sua economia non è molto sviluppata basandosi principalmente sulla produzione agricola e di energia elettrica, infine sulla distillazione del Rakı. Tuttavia è celebre nel campo archeologico per i numerosi ritrovamenti che la circondano: l'antica cittadella di Rizinia sulla Patéla (Πατέλλα in greco, cioè altopiano); le Necropoli; Mandra di Gipari dov'era il quartiere dei ceramisti.
Sulla Patéla è pure presente il tempio di Agios Panteleimon, una chiesetta greco-ortodossa méta di numerosi pellegrinaggi.

## Patéla di Prinias

### Rhizenia

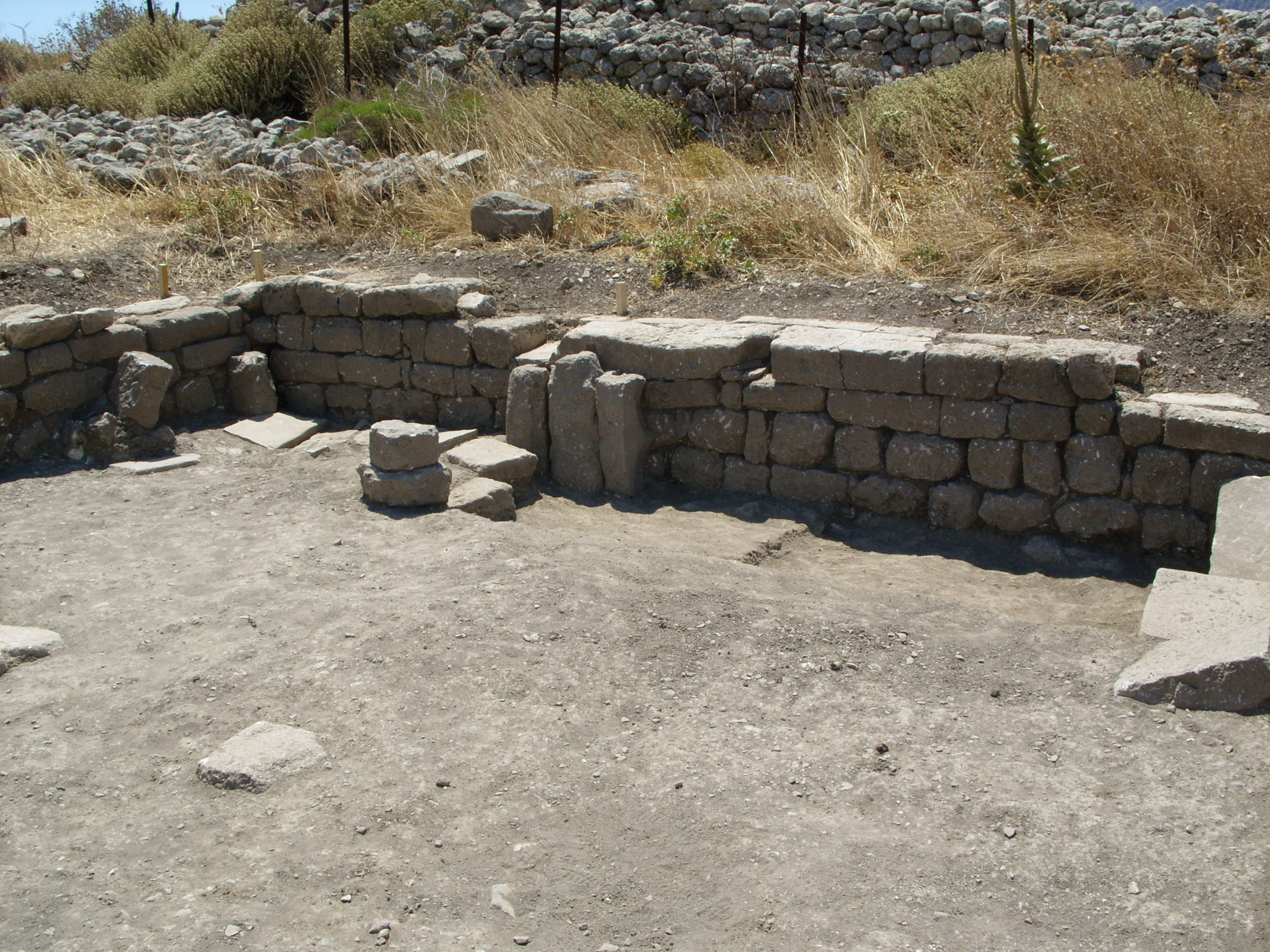
Gli scavi sulla Patéla nel 2007

Sulla Patéla è stato identificato l'antico abitato di Rhizenia. Qui Federico Halbherr nel 1894 localizzò per primo dei resti dell'insediamento, ma furono le tre campagne di scavi condotte da Luigi Pernier (fra il 1906 e il 1908) a fare le scoperte più importanti, restituendo due templi protoarcaici (denominati A e B) e i resti di una fortezza di età tardo classica - ellenistica. Dal 1969 gli scavi sono condotti dall'Università degli Studi di Catania, diretti prima da Giovanni Rizza (fino al 2005) e poi fino ad oggi da Dario Palermo, mentre dal 1984 anche l'Istituto per i beni archeologici e monumentali (IBAM) partecipa alla ricerca scientifica del sito.
Rhizenia è fino ad oggi l'unica città nota la cui continuità di vita è attestata lungo il cosiddetto Medioevo ellenico e presenta tracce di frequentazione fino all'età ellenistica (quando viene edificato nella parte orientale della collina un impianto fortificato chiamato appunto La Fortezza).
Nel suo ultimo impianto, databile al periodo compreso fra i secoli VIII e VII, la città è caratterizzata da una maglia di strade regolari che delimitano isolati composti da ambienti di grandi dimensioni. Dal sito sono emersi inoltre i resti di un santuario protoarcaico. Di recente (2007) si sono scoperti nuovi dati sui culti ivi praticati. È infatti venuto alla luce un insieme di tre pilastrini identificato con una possibile triade divina (si tratterebbe di divinità aniconiche - cioè prive di immagine - rappresentate dagli stessi pilastrini) che rievocano il Tripillar Shrine scoperto da archeologi canadesi a Kommòs (sulla costa meridionale dell'Isola), dove si era presupposto un legame con la frequentazione del sito da parte di mercanti e navigatori fenici.

### Agios Panteleimon

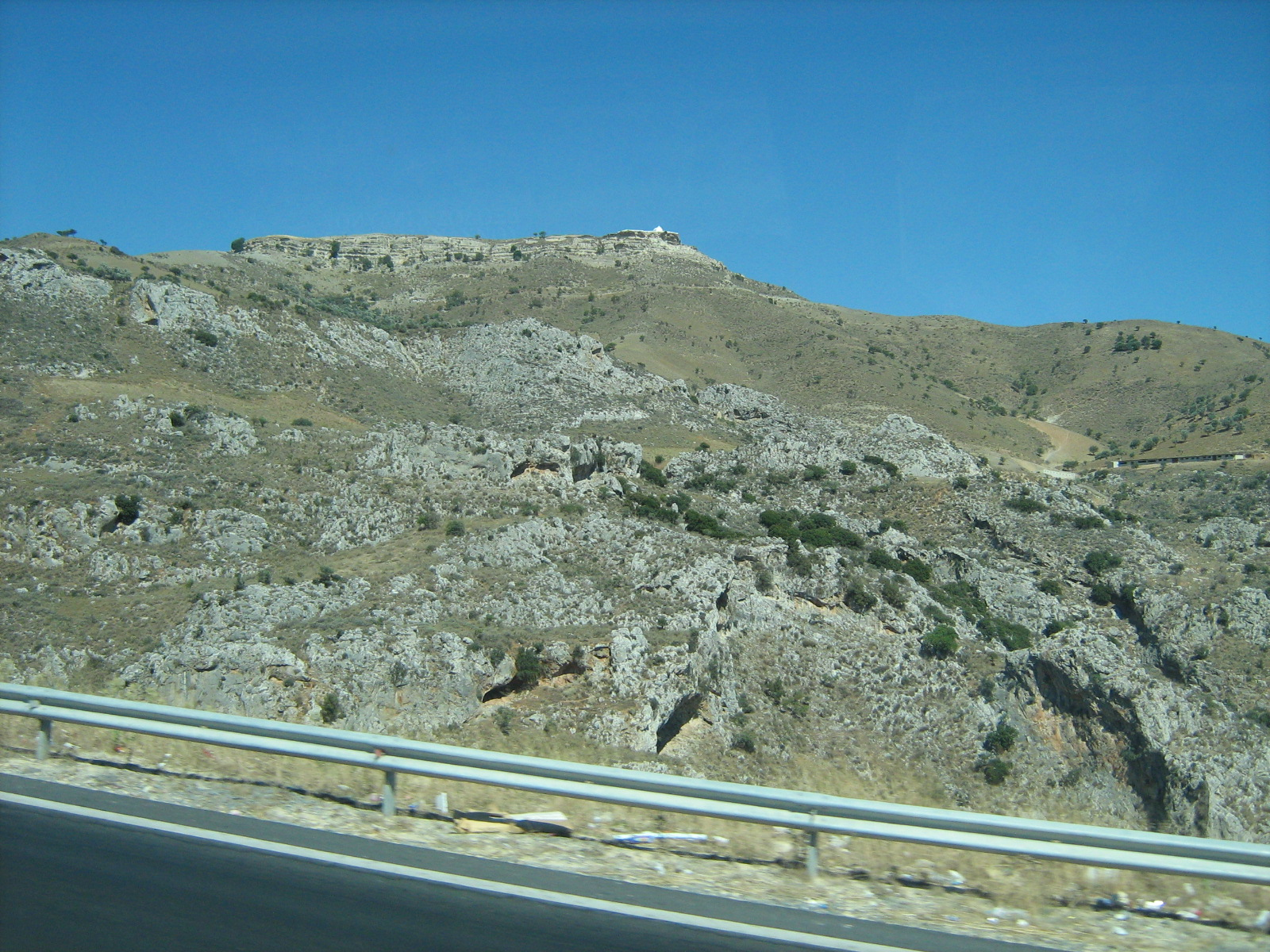
La Patéla vista dalla strada a scorrimento veloce

Sulla Patéla, oltre agli scavi, è presente il piccolo tempietto di Agios Panteleimon (Άγιος Παντελεήμον in greco), eretto sulla punta più alta e settentrionale dell'altopiano.
Qui ogni anno una gremita folla di fedeli si riunisce il pomeriggio del 26 e la mattina del 27 luglio, in occasione della festa del Santo. Si inizia con i Vespri del pomeriggio del 26 e si continua con la benedizione del pandolce tipico, condito con cannella e chiodi di garofano, e la sua distribuzione.

## Altri siti

### Necropoli
Nelle immediate vicinanze invece sono venute alla luce le antiche Necropoli, attestate durante lo stesso periodo di vita della città, ed esplorate tra il 1969 e il 1978.
Furono identificate tre fasi:
- La prima ad incinerazione dentro pozzetti ovoidali scavati nella roccia e datate al Tardo Minoico III C;
- Una seconda fase in parte parallela caratterizzata dall'inumazione in tombe a thòlos e dalla presenza di gruppi di tombe di cavalli;
- Infine una serie di sepolture ad incinerazione, fra il periodo geometrico e l'orientalizzante, in recipienti fittili coperti da pietrame, accompagnata da una serie numerosissima di stele funebri[9].

### Mandra di Gipari

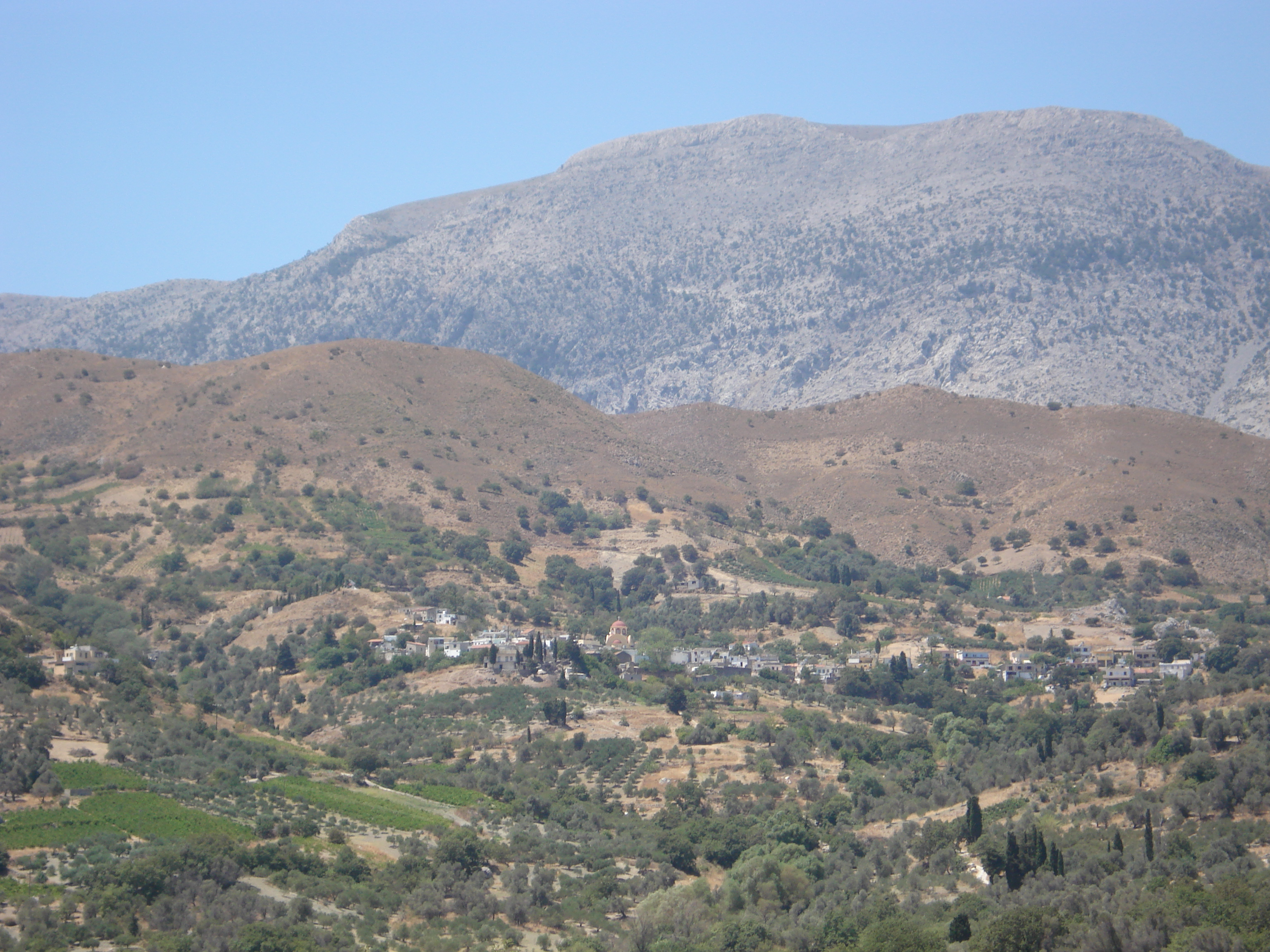
Il villaggio di Priniàs e il Monte Ida sullo sfondo, visti dall'autostrada

Proprio di fronte alla collina di Rhizenia si trova la località Mandra di Gipari, da dove sono emerse le antiche officine dei vasai. Tale opportunità ha svelato importanti dettagli tecnici circa il funzionamento dei forni, nonché - grazie al rinvenimento degli "scarti di fornace" si è potuto stabilire quali forme si producevano nelle varie officine e l'ambito di destinazione nella città. Tra l'altro l'identificazione del Pittore di Priniàs, autore di alcuni vasi rinvenuti nella necropoli, ha aggiunto un tassello al "periodo buio" che separa il Neopalaziale dalle prime attività dell'arte greca.

### Fruizione del sito
Una caratteristica dei beni monumentali presenti sulla Patéla di Prinias è, a causa della sua particolare posizione geografica, la sua difficile fruizione, nonché la conservazione e la manutenzione delle strutture ritrovate e mancando un programma di conservazione dei resti antichi, le potenzialità turistiche di tale importante ritrovamento fondamentale per la comprensione del processo evolutivo della città greca si sono evidentemente paralizzate.
Gli scavi hanno evidenziato come servisse un progetto di musealizzazione dell'area, prendendo accordi con la Soprintendenza Archeologica di Candia e con l'amministrazione provinciale. Per questo è stato presentato in tempi recenti un progetto che preveda da un lato l'indagine e la conoscenza dei monumenti sulla Patéla, dall'altro la conservazione, il restauro e la fruizione degli stessi. Esso prevede un graduale abbandono della prassi che prevede solitamente l'interro delle strutture, salvo la "testa" dei muri.
Si prevede pertanto la creazione di un modello di valorizzazione sia culturale che turistica applicabile anche ad altri siti dalle medesime difficoltà riscontrate sulla Patéla di Priniàs, che faccia uso di nuove metodologie digitali per il rilevamento, della progettazione e della gestione del sito. Lo studio delle strutture, dei materiali e delle tecniche edilizie, permetterà il progetto di strutture modulari per la copertura dei beni e, contestualmente al restauro delle strutture, si studieranno anche i fregi decorativi ospiti nel Museo archeologico di Candia, con la collaborazione della Soprintendenza di Firenze. I calchi già ottenuti tra il 2006 e il 2007, in accordo con il governo greco e lo stesso Museo di Candia, serviranno per la riproduzione fedele del complesso plastico di Priniàs, per il corretto restauro degli originali, nonché per una elaborazione di una nuova ipotesi ricostruttiva del Tempio A, in occasione della riapertura del Museo di Candia.

#### Museo-antiquarium
Unitamente agli apporti anche economici delle amministrazioni locali cretesi sono previste una serie di divulgazioni sul piano scientifico, le edizioni di guide tri-lingue (greco, italiano e inglese), l'allestimento di un'esposizione didattica relativa anche alla storia e alle attività della Missione archeologica italiana a Creta. Tale esposizione ospiterà i calchi delle tombe dei cavalli (a cui si aggiungeranno i calchi del fregio dei cavalieri) e vari pannelli esplicativi bilingui, attualmente ospitata in alcuni locali messi a disposizione dall'amministrazione comunale di Priniàs. L'antiquarium nella cittadina di Priniàs potrà ospitare le nuove scoperte che continuano a fare luce su un periodo sconosciuto della storia Greca. La sede prevista è la vecchia scuola, ormai dismessa, lungo il corso principale del villaggetto. Il progetto per la riqualifica dell'edificio è stato affidato nel 1989 all'architetto Giuseppe Pagnano